# Wasserkraftwerk Santa Teresa
Das Wasserkraftwerk Santa Teresa befindet sich in den Anden am Río Urubamba im zentralen Süden von Peru, 80 km nordwestlich von Cusco. Das Kraftwerk liegt im Distrikt Machupicchu im äußersten Westen der Provinz Urubamba (Region Cusco). Die in den Jahren 2012–2015 errichtete Anlage wird von Luz del Sur betrieben.

## Wasserkraftwerk
Das auf einer Höhe von 2438 m gelegene Wasserkraftwerk befindet sich unweit der Ortschaft Santa Teresa, Verwaltungszentrum des gleichnamigen Distrikts. Das Kavernenkraftwerk befindet sich im rechten Berghang. Es wird mit dem Turbinenwasser des knapp 6 km flussaufwärts gelegenen Wasserkraftwerks Machupicchu versorgt. Das Wasser gelangt über einen 3,6 km langen Zuleitungstunnel sowie einer anschließenden Druckleitung zum Maschinenhaus. Dieses beherbergt zwei Francis-Turbinen mit jeweils 49 MW Leistung. Die Netto-Fallhöhe beträgt 178 m. Die Ausbauwassermenge liegt bei 61 m³/s. Die Jahresenergieproduktion soll bei 722 Mio. kWh liegen. Unterhalb des Kraftwerks gelangt das Wasser über einen 240 m langen Ableitungstunnel wieder in den Fluss. Das Kraftwerk wird von einer Leitwarte in Lima ferngesteuert.